# Christopher Plummer (cónego)
Christopher Plummer (fl. 1490) foi um cónego de Windsor de 1513 a 1535.

## Carreira
Ele foi nomeado:
- Prebendário de Auckland em Durham 1493
- Prebendário de Bole em York Minster 1507
- Prebendário de Cadington Major em São Paulo de 1515
- Prebendário de Welton Beckhall em Lincoln 1533 - 1534
- Prebendário de Somerley em Chichester 1516 - 1534

Ele foi nomeado para a quarta bancada na Capela de São Jorge, no Castelo de Windsor, em 1513 e manteve a posição até ser privado dela em 1535. Ele foi preso na Torre de Londres até 1536, quando lhe foi concedido o perdão de todas as traições, etc., das quais ele é culpado ou das quais é cúmplice contra o Rei e a Rainha Ana de acordo com o Estatuto 26 Hen. VIII.